# Dhing
Dhing é uma cidade e uma town area committee no distrito de Nagaon, no estado indiano de Assam.

## Geografia
Dhing está localizada a 26° 28′ N, 92° 28′ L. Tem uma altitude média de 58 metros (190 pés).

## Demografia
Segundo o censo de 2001, Dhing tinha uma população de 17 841 habitantes. Os indivíduos do sexo masculino constituem 51% da população e os do sexo feminino 49%. Dhing tem uma taxa de literacia de 73%, superior à média nacional de 59,5%: a literacia no sexo masculino é de 78% e no sexo feminino é de 68%. Em Dhing, 12% da população está abaixo dos 6 anos de idade.